# Raúl Orosco
Raúl Orosco Delgadillo, né le 25 mars 1979, est un arbitre bolivien de football, qui officie internationalement depuis 2009.

## Carrière
Il a officié dans des compétitions majeures : 
- Copa América 2011 (3 matchs)
- Jeux panaméricains de 2011 (3 matchs)
- Jeux olympiques d'été de 2012 (matchs)